# عجلة تغديف

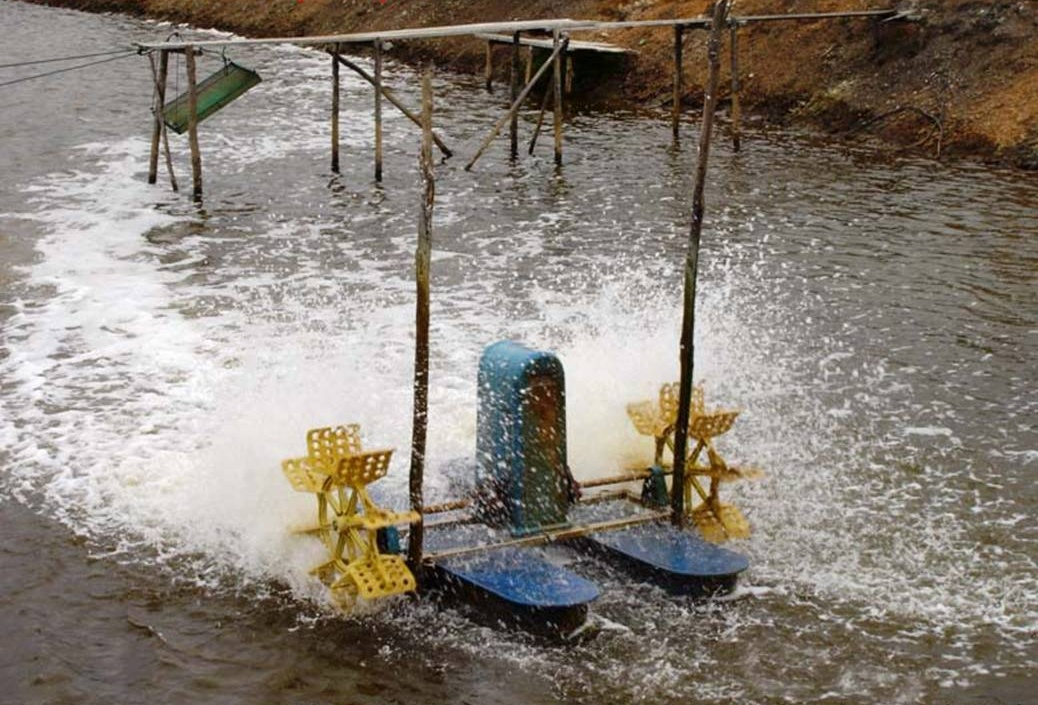
جهاز تهوية ذو عجلة تغديف يستخدم في حوض روبيان إندونيسي.

عَجَلة التَغديف هي شكل من أشكال الناعورة أو الدفاعة حيث يوضع عدد من المغاديف حول محيط العجلة.